# Wendelin Werner
Wendelin Werner (Köln, 1968. szeptember 23. –) német születésű francia matematikus. Kutatási területei: bolyongások, Schramm-Loewner evolúció és más témák a valószínűségszámítás és a matematikai fizika területén belül.

## Pályája
1977-ben vette fel a francia állampolgárságot. 1987-től 1991-ig École normale supérieure-ben tanult. Doktori dolgozatát az Pierre és Marie Curie Egyetemen Jean-François Le Gall irányítása alatt 1993-ban védte meg. A CNRS kutatója volt 1991 és 1997 között. Jelenleg az Université Paris-Sud professzora Orsay-ban. 2025-ben a Magyar Tudományos Akadémia tiszteleti tagjává választották.

## Díjai
- Fields-érem (2006)
- Pólya-díj (SIAM) (SIAM(wd), 2006) (Gregory Lawlerrel és Oded Schramm-mal megosztva)